# ザ・スケアクロウ
『ザ・スケアクロウ』（Night of the Scarecrow）は、1995年に製作されたアメリカのホラー映画である。日本では一時期、『アーバン・ハーベスト3/ザ・スケアクロウ』というタイトルでVHSが販売されていたが、『チルドレン・オブ・ザ・コーン』シリーズの一つである『スティーブン・キング/アーバン・ハーベスト』とは無関係である。

## キャスト
- ゲイリー・ロックウッド
- エリザベス・バロンデス
- ジョン・メセ
- ブルース・グローヴァー
- マーティン・ベスウィック
- ダーク・ブロッカー
- クリスティ・ハリス
- ジョン・ホークス

## スタッフ
- 監督：ジェフ・バー
- 製作：バリー・ベルナルディ
- 脚本：リード・シュタイナー、ダン・メイザー
- 音楽：ジム・マンジー
- 撮影：トーマス・L・キャラウェイ